# Santo Domingo
Santo Domingo (in creolo haitiano Sen Domeng, ribattezzata Ciudad Trujillo dal 1936 al 1961) è la capitale della Repubblica Dominicana. Il centro della città, ufficialmente Santo Domingo de Guzmán, corrisponde al Distrito Nacional, territorio speciale indipendente dalle province, conta una popolazione di 965 040 abitanti (censimento del 2010) e si affaccia sul Mar dei Caraibi, alla foce del fiume Ozama. L'area metropolitana ha una popolazione di 2 581 827 abitanti (2010) e si estende anche sulla provincia di Santo Domingo.
È la più antica città di fondazione europea nelle Americhe, ed è stata la prima provincia spagnola nel Nuovo Mondo.

## Geografia fisica

### Territorio
La città si trova al centro della costa meridionale dominicana, affacciata sul Mar dei Caraibi. Il mare che bagna le coste della capitale è altamente inquinato, e quindi vige il divieto di balneazione lungo la costa cittadina. Il primo sito balneare accessibile è la spiaggia di Boca Chica: con un litorale colmo di bar, ristoranti e alberghi, è una delle spiagge più visitate da dominicani e turisti, anche per la tranquillità delle acque protette dalla lunghissima barriera corallina. Altri paradisi balneari si trovano allontanandosi dalla capitale in direzione Juan Dolio e procedendo verso Punta Cana.

### Clima
| Santo Domingo       | Mesi | Mesi | Mesi | Mesi | Mesi | Mesi | Mesi | Mesi | Mesi | Mesi | Mesi | Mesi | Stagioni | Stagioni | Stagioni | Stagioni | Anno  |
| Santo Domingo       | Gen  | Feb  | Mar  | Apr  | Mag  | Giu  | Lug  | Ago  | Set  | Ott  | Nov  | Dic  | Inv      | Pri      | Est      | Aut      | Anno  |
| ------------------- | ---- | ---- | ---- | ---- | ---- | ---- | ---- | ---- | ---- | ---- | ---- | ---- | -------- | -------- | -------- | -------- | ----- |
| T. max. media (°C)  | 29,1 | 29,5 | 30,0 | 30,5 | 30,8 | 31,2 | 31,6 | 31,8 | 31,8 | 31,3 | 30,6 | 29,5 | 29,4     | 30,4     | 31,5     | 31,2     | 30,6  |
| T. min. media (°C)  | 18,8 | 18,9 | 19,5 | 20,4 | 21,4 | 21,9 | 22,1 | 22,2 | 22,0 | 21,6 | 20,8 | 19,5 | 19,1     | 20,4     | 22,1     | 21,5     | 20,8  |
| Precipitazioni (mm) | 67   | 55   | 54   | 85   | 231  | 201  | 189  | 191  | 201  | 203  | 112  | 72   | 194      | 370      | 581      | 516      | 1 661 |

## Origini del nome
Bartolomeo Colombo chiamò così Santo Domingo perché la città era stata creata nel giorno dedicato all'omonimo santo, patrono, tra l'altro, di Domenico Colombo, padre di Cristoforo e Bartolomeo. Nel 1930, dopo che la città fu gravemente danneggiata da un forte uragano che distrusse gran parte delle zone abitate (ma non la zona coloniale), l'allora presidente, Rafael Leónidas Trujillo, dopo aver ricostruito le aree devastate, rinominò Santo Domingo con il nome di Ciudad Trujillo. Dopo la fine del suo trentennale regime in seguito al suo assassinio, avvenuto nel 1961, la città riacquistò il vecchio nome di Santo Domingo.
Il nome Santo Domingo è usato, in maniera impropria, anche per riferirsi all'intera isola di Hispaniola.

## Storia
Il primo insediamento nella zona risale al 1496, quando Bartolomeo Colombo, fratello del più noto Cristoforo, esplorava la zona della foce del fiume Ozama per conto dell'esercito spagnolo. La fondazione ufficiale, tuttavia, risale a due anni più tardi, il 5 agosto 1498, nell'area orientale rispetto al fiume. Nel 1502 la città venne trasferita nella sua posizione attuale da Nicolás de Ovando. La città di Santo Domingo è comunque il più antico nucleo fondato dagli europei nel nuovo mondo ancora esistente. Il disegno originale della città oggi è visibile nella Zona Coloniale, dichiarata Patrimonio dell'umanità dall'UNESCO; vi sono ancora edifici del sedicesimo secolo, tra i più antichi delle Americhe, tra cui i primi uffici amministrativi e la prima cattedrale del Nuovo Mondo.
Nel suo primo secolo di vita Santo Domingo è stato il punto di partenza di molte esplorazioni nel nuovo mondo. Nel corso dei successivi secoli, diverse traversie hanno gradualmente ridotto l'importanza di questo scalo a favore di altri porti caraibici.
Nel 1586 il pirata inglese Francis Drake invase l'intera isola Hispaniola, radendo al suolo la città e liberandola solo dopo il pagamento di un riscatto.
Nel 1655 i francesi invasero il sud-ovest di Hispaniola, cosicché la parte dell'isola controllata dagli spagnoli si ridusse di più della metà.
Nel 1822 gli haitiani, sotto la guida di Jean Pierre Boyer, invasero l'isola e la conquistarono interamente, ma 22 anni più tardi, dopo dure lotte, i dominicani riuscirono a riconquistare l'indipendenza: infatti fu proprio un gruppo di patrioti comandato da Juan Pablo Duarte, Francisco Sánchez e Ramón Mella a entrare trionfalmente nella città attraverso la Puerta del Conde il 27 febbraio 1844, proclamando l'indipendenza da Haiti.
In occasione del quinto centenario della scoperta dell'America, il governo dominicano fece innalzare nella parte orientale della città un faro dedicato a Cristoforo Colombo.

## Società

### Evoluzione demografica
Santo Domingo ha una popolazione vicina al milione di abitanti, mentre la sua intera area metropolitana, chiamata Gran Santo Domingo, ha una popolazione tre volte superiore, di circa 2,6 milioni di abitanti.

### Etnie e minoranze straniere
I dati demografici di Santo Domingo sono simili a quelli delle altre aree metropolitane del Paese, tranne la popolazione di immigrati clandestini (principalmente haitiani), più alta a causa della relativa facilità nella ricerca di un lavoro e per il dinamismo economico superiore rispetto ad altre province. Santo Domingo, come la maggior parte del paese, è costituita da persone fusesi con i nativi dominicani, anche se ci sono un gran numero di afro-dominicani e soprattutto euro-dominicani. Oltre il 20% della popolazione della città è costituita da immigrati. Gli immigrati provengono da Europa, Asia, e altri paesi latinoamericani; in particolare Santo Domingo ha una comunità significativa di asiatici (soprattutto cinesi), arabi (per lo più libanesi), ed europei (soprattutto spagnoli e italiani). Ci sono anche un numero significativo di brasiliani e portoricani, in città, così come dominicani nati negli Stati Uniti che ritornano al paese d'origine dei genitori. Il quadrante nord-est della città è il più povero, mentre il sud-ovest è più ricco.

## Cultura

### Istruzione
Santo Domingo ha il più alto numero di università (compresi campus) di tutto il paese. Questo rende Santo Domingo uno dei più grandi centri di istruzione di tutte le Antille.

#### L'università autonoma di Santo Domingo
L'Universidad Autónoma de Santo Domingo è l'unica università pubblica della Repubblica Dominicana e conta all'incirca 160.000 studenti. L'università ha 11 sedi sparse per la repubblica e la principale si trova a Santo Domingo.

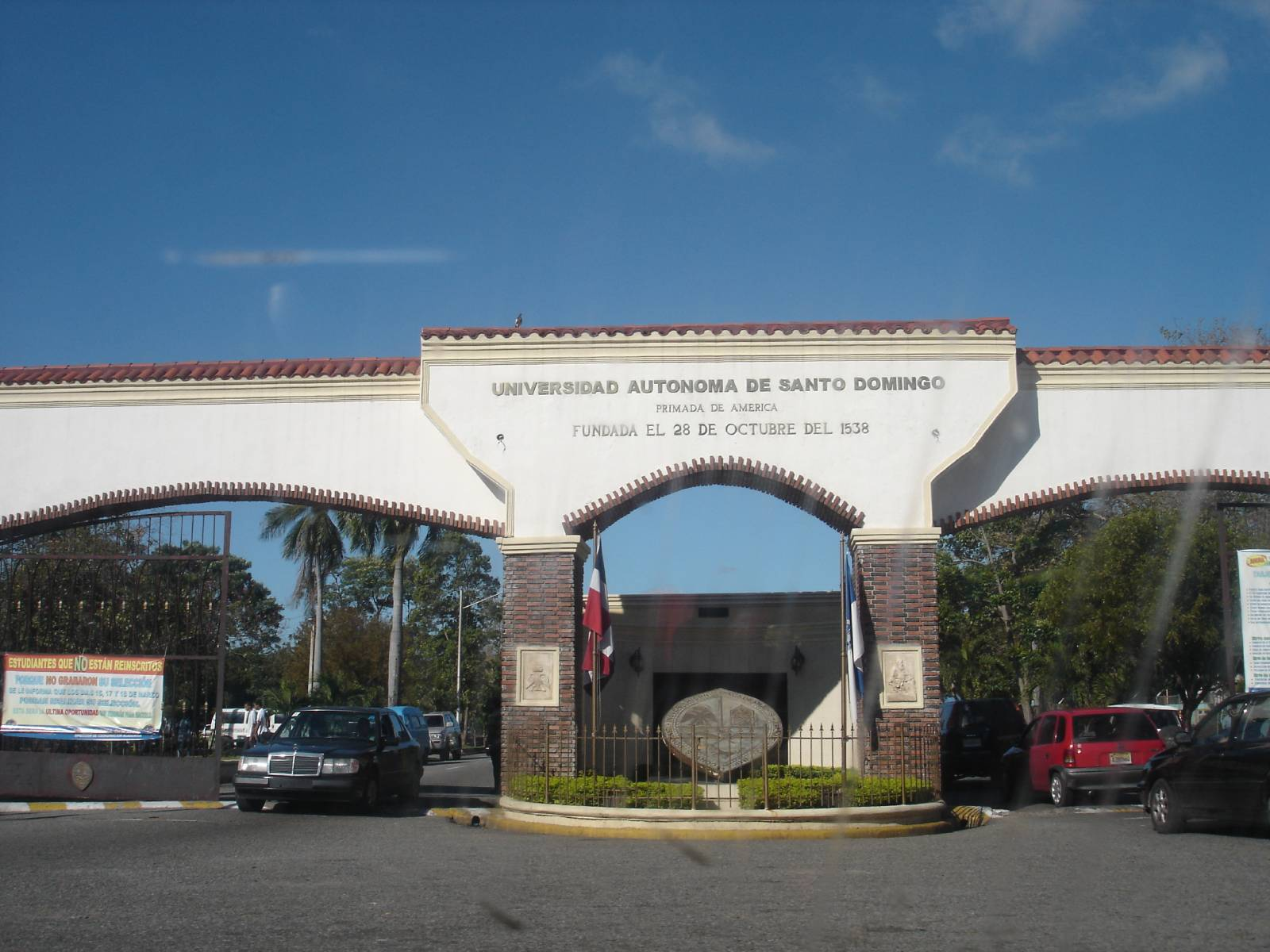
Entrata della Universidad Autónoma de Santo Domingo

#### Altre università
- Pontificia Universidad Católica Madre y Maestra (PUCMM)[5]
- Instituto Tecnológico de Santo Domingo (INTEC)
- Universidad Adventista Dominicana (UNAD)
- Universidad APEC (UNAPEC)
- Universidad del Caribe (UNICARIBE)
- Universidad Iberoamericana (UNIBE)
- Universidad Católica Santo Domingo (UCSD)
- Universidad de la Tercera Edad (UTE)
- Universidad Tecnológica de Santiago (UTESA)[5]
- Universidad Nacional Pedro Henríquez Ureña (UNPHU)
- Universidad Organización y Método (O&M)
- Universidad Interamericana (UNICA)
- Universidad Eugenio María de Hostos (UNIREMOS)
- Universidad Francisco Henríquez y Carvajal (UFHEC)
- Universidad Instituto Cultural Dominico Americano (UNICDA)
- Universidad Odontológica Dominicana (UOD)
- Universidad Nacional Tecnológica

## Monumenti e luoghi d'interesse

### Urbanistica e monumenti

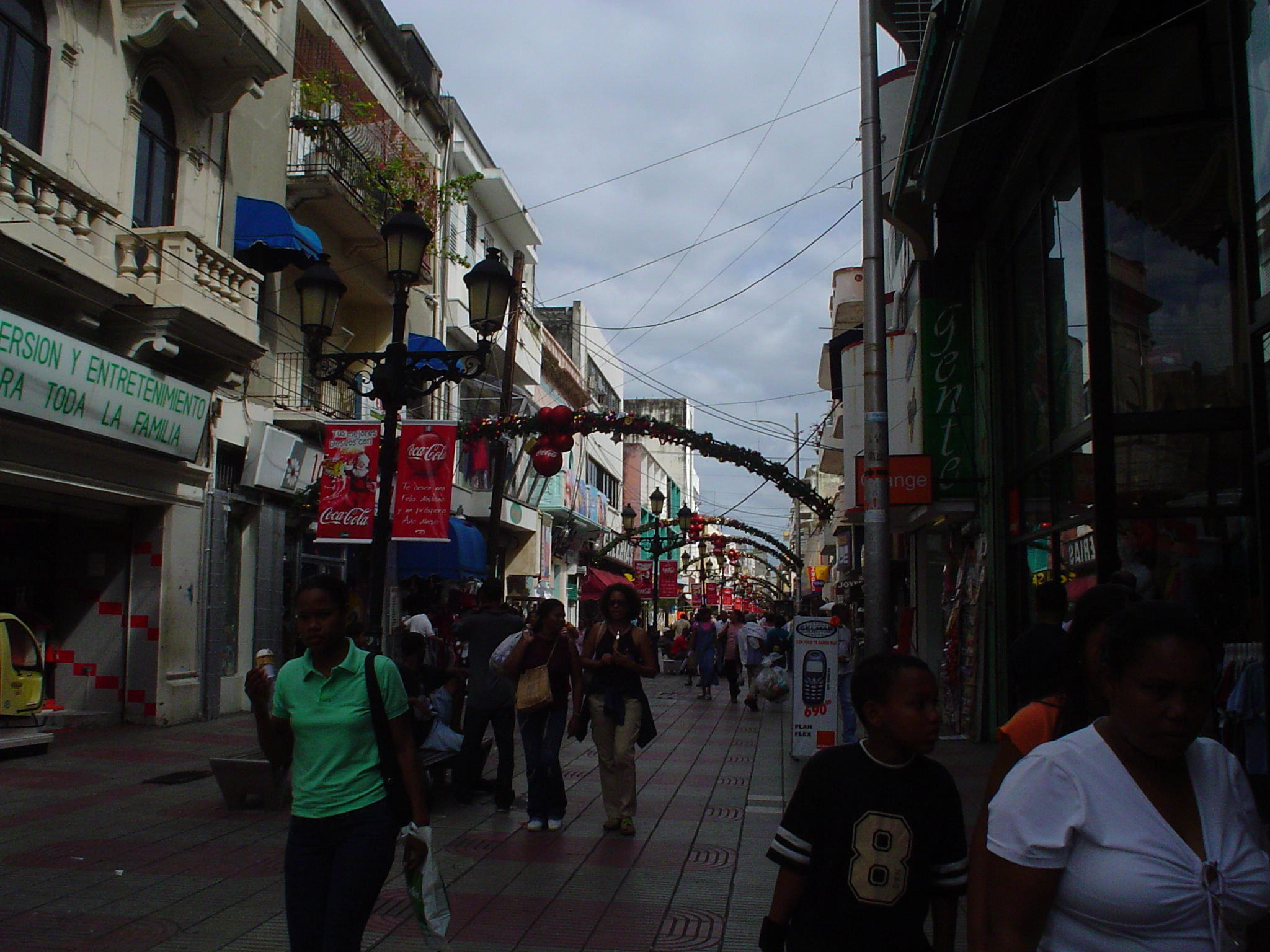
El Conde, principale via pedonale di Santo Domingo

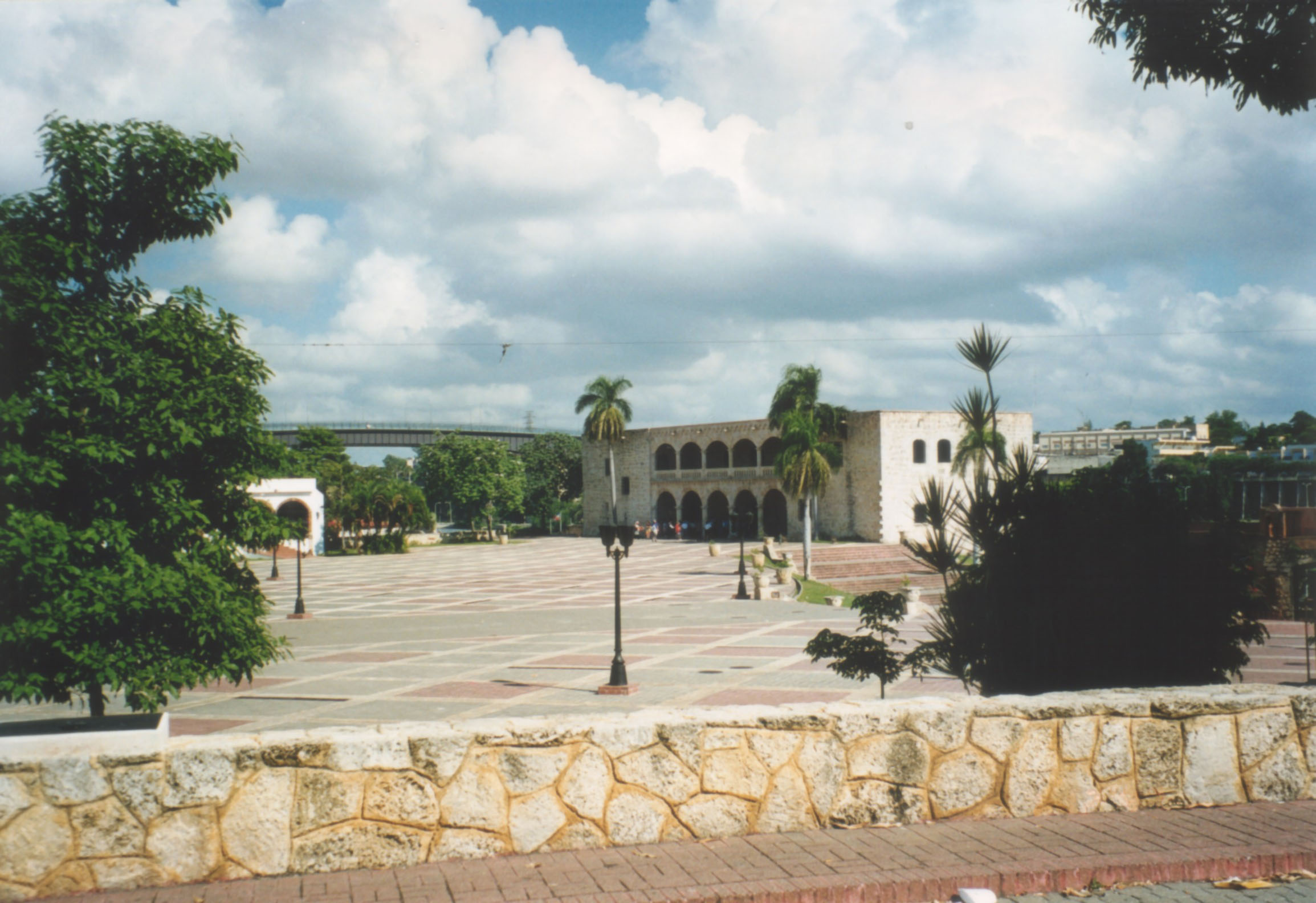
Alcázar de Colón

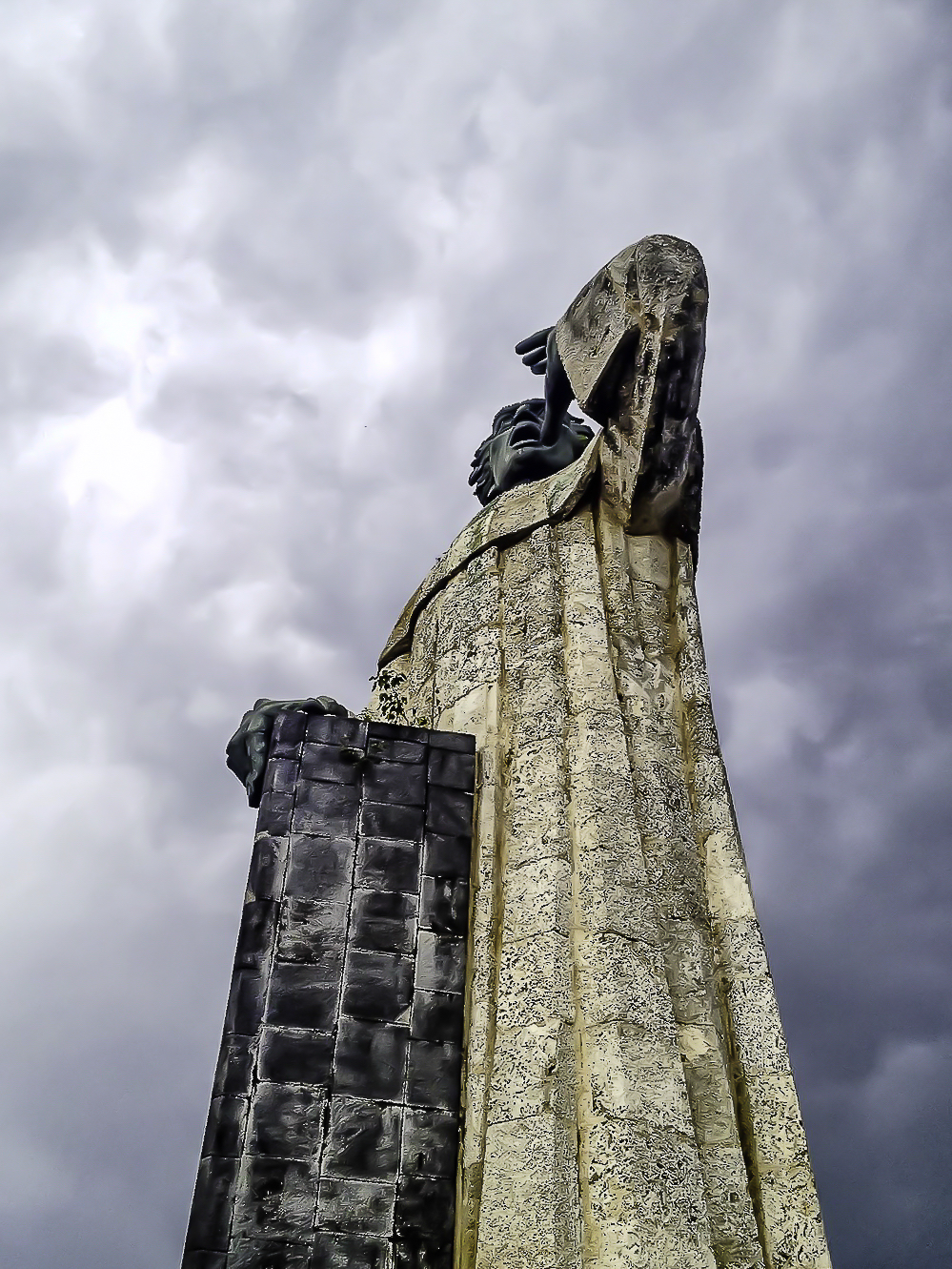
La statua (15 m) in onore di Antonio de Montesinos.

- Calle El Conde, antica via della città coloniale;
- Puerta de la Misericordia, denominata inizialmente "Puerta de Santiago" o "Puerta Grande", fu la prima porta della città di Santo Domingo. Progettata e costruita dall'architetto Rodrigo de Liendo nel 1543. Scavi archeologici del 1980, effettuati in occasione del restauro della porta, hanno portato alla luce due fortini semi-ellittici che la fiancheggiavano;[6]
- Cattedrale di Nostra Signora dell'Incarnazione, sede dell'Arcidiocesi di Santo Domingo e prima cattedrale costruita in America dietro sollecitazione di papa Giulio II del 1504, i cui lavori ebbero inizio nel 1512;
- Palazzo Nazionale, sede degli uffici presidenziali dominicani;
- Alcázar de Colón, palazzo costruito tra il 1511 e il 1514 e concesso a Diego Colombo, figlio di Cristoforo Colombo;
- Statua di Antonio de Montesinos, imponente scultura alta 15 metri, recente opera scultorea di Antonio Castellanos Basich in onore del missionario domenicano Antonio de Montesinos, vissuto a cavallo dei secoli XV e XVI, distintosi per la difesa degli indigeni contro i maltrattamenti che subivano da parte dei colonizzatori;
- Area del Malecón, vivace zona commerciale e centro turistico, con il punto di attrazione dell'obelisco posto all'estremità orientale dell'Avenida George Washington;
- Museo di arte moderna.

### Parchi e aree di ricreazione

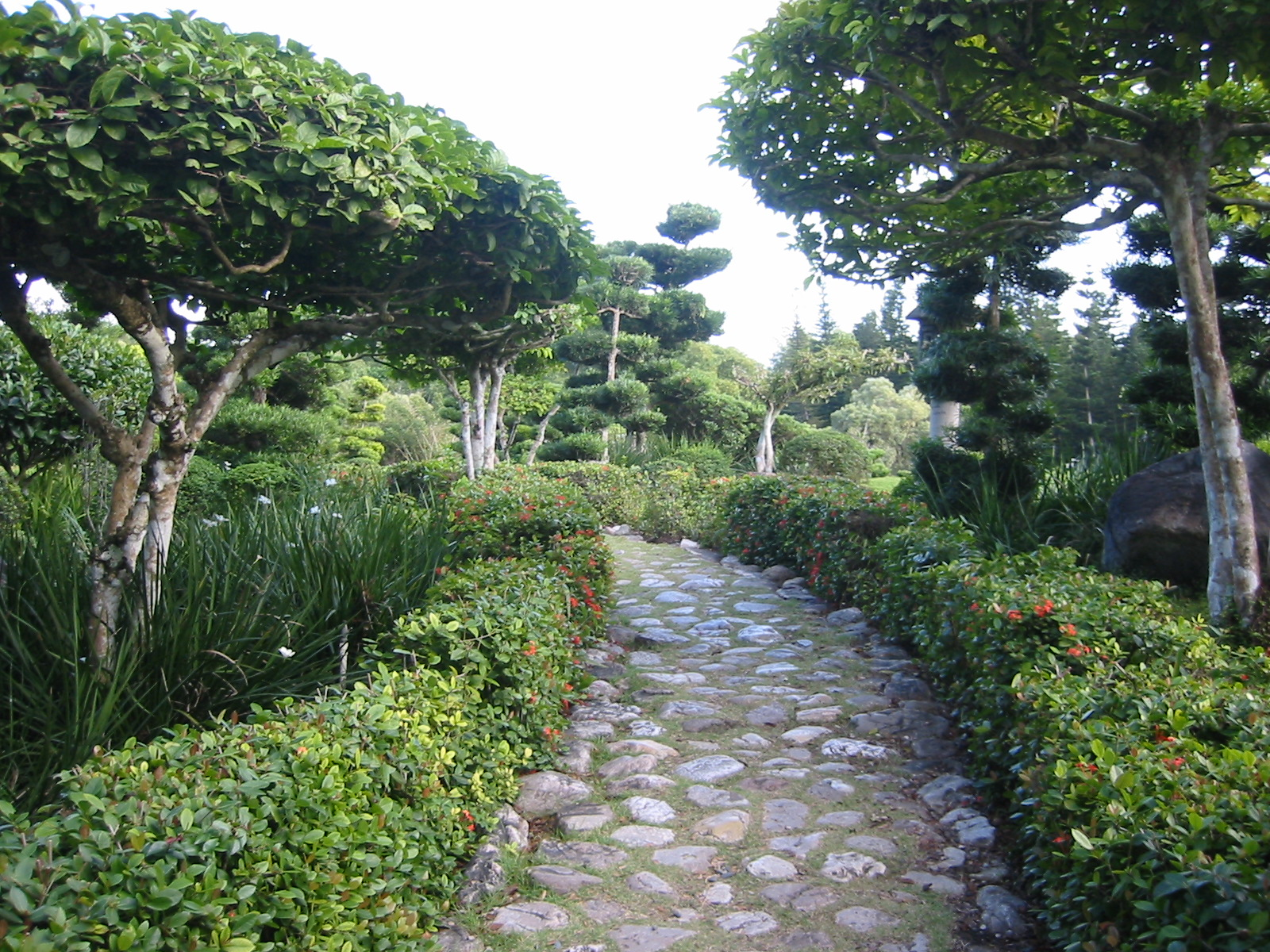
Giardino botanico nazionale

Santo Domingo ospita numerosi parchi, tre dei quali sono luoghi panoramici (mirador) e si trovano a nord, est e sud della città. 
- Parco Enriquillo
- Parco Mirador Sur, a sudest della città
- Parco dell'Independenza, di dove fu data l'indipendenza del Paese, nella zona coloniale
- Parco Cristoforo Colombo, dedicato alla scoperta dell'America, si trova nella zona coloniale
- Parco Metropolitano Las Praderas
- El Malecón
- Giardino Botanico Nazionale
- Giardino Zoologico Nazionale
- Barrio Chino de Santo Domingo
- Parco Núñez de Cáceres

## Geografia antropica

### Suddivisioni amministrative
La città di Santo Domingo è suddivisa in quattro comuni, appartenenti a due diverse province: la parte centrale della città forma il Distrito Nacional, provincia a sé stante nella quale sono presenti tutti gli edifici governativi e le ambasciate. Gli altri municipi cittadini sono situati nella provincia di Santo Domingo: Santo Domingo Este, situato a est del fiume Ozama e capoluogo della provincia stessa; Santo Domingo Norte e Santo Domingo Oeste.
| Comune                  | Popolazione (stima 2010) | Superficie (km²) | Densità (per km²) | Provincia         |
| ----------------------- | ------------------------ | ---------------- | ----------------- | ----------------- |
| Santo Domingo de Guzmán | 1.111.838                | 80               | 13.897,98         | Distrito Nacional |
| Santo Domingo Este      | 949.923                  | 154,94           | 6.130,91          | Santo Domingo     |
| Santo Domingo Norte     | 445.333                  | 388,96           | 1.144,93          | Santo Domingo     |
| Santo Domingo Oeste     | 343.226                  | 57,47            | 5.972,26          | Santo Domingo     |
| TOTALE                  | 2.850.320                | 681,37           | 4.183,22          |                   |

## Economia
L'economia di Santo Domingo produce un PIL (PPP) di 30 miliardi di dollari (39% del totale nazionale), ed è sostenuta principalmente dai servizi e dall'industria. La crescita economica della città è molto evidente: nell'ultimo decennio in particolare sono stati costruiti centri commerciali, grattacieli, autostrade, e altre infrastrutture sono ancora in costruzione. Importanti imprese multinazionali hanno punti vendita in tutta la città, come Carrefour, La Sirena, Plaza Lama, Pricesmart, Americana Appartamenti, Jumbo-CCN, Ikea e Starbucks. Anche il settore finanziario è in espansione, e Santo Domingo è il maggior centro finanziario del paese e uno dei più importanti di tutte le Antille. In città ci sono gli uffici di Banreservas, Citibank, Scotiabank, Banco Leon, Banco del Progresso, Banco Popular Dominicano, Banco BHDi. La città ha una borsa valori stabilita alla fine degli anni novanta. Molto rilevante nell'ambito economico è anche il settore turistico.

## Infrastrutture e trasporti

### Trasporti pubblici

#### Metropolitana
La metropolitana di Santo Domingo è un servizio di trasporto pubblico inaugurato nel 2008, e fa parte di un progetto che prevede la creazione di cinque linee sotterranee che contribuiscano a ridurre il caotico traffico veicolare di superficie. La linea 1 attraversa in senso nord-sud la città, dal popoloso quartiere settentrionale di Villa Mella al Centro de los Héroes, quartiere degli uffici governativi dominicani, passando sotto la trafficata avenida Máximo Gómez e servendo anche la zona universitaria. I cantieri della linea 2 sono già stati avviati.

#### Autobus
La rete di autobus gestita dal governo (OMSA) funziona in maniera praticamente identica a quelle di altre città: le vetture viaggiano secondo percorsi e orari prestabiliti e le fermate sono possibili solo nei luoghi autorizzati. Il prezzo delle corse varia da 10 pesos per gli autobus senza aria condizionata ai 15 di quelli con climatizzatore. Quelli con climatizzatore percorrono generalmente le strade (avenidas) più grandi e trafficate, come la Avenida 27 de Febrero e la Kennedy.

#### Autobus privati (guaguas)
Le guaguas hanno punti di inizio del servizio e fermate dove aspettano il sufficiente numero di passeggeri per partire, e generalmente sono vetture di dimensioni più ridotte degli autobus. Il percorso è indicato a voce dal cobrador, cioè il bigliettaio. Non esistono fermate prefissate, ma è possibile salire e scendere pressoché in qualsiasi punto del percorso. Esistono guaguas che lavorano in città, e come il carro pubblico, costano 25 pesos, altre invece che effettuano il servizio trasporti fuori dalla città (principalmente verso le spiagge) con costi a partire da 50 pesos per le ordinarie e 70 pesos per le linee espresse (senza fermate intermedie fino a destinazione).

#### Auto pubbliche
I carro publico sono autovetture che percorrono un percorso predefinito lungo le principali vie della capitale (ad es. Av. Lincoln, Av. Indipendencia, Av. 27 de febrero) e che possono ospitare fino a sei passeggeri, più il conducente. Sono riconoscibili da una piccola insegna sul tettuccio, simile a quella dei taxi, di colore giallo, verde o blu. Il prezzo della corsa è di 25 pesos, leggermente più caro di una corsa in autobus, ma molto più economico di un normale taxi. Incominciano la corsa all'inizio della strada e raccolgono passeggeri lungo il percorso.

#### Taxi
I taxi funzionano esattamente allo stesso modo degli altri taxi nel resto del mondo. Esistono diverse compagnie di taxi (la più economica è Taxi Nacional che prevede un costo minimo di 150 pesos a corsa), le quali ricevono le richieste telefonicamente e inviano la vettura presso il luogo richiesto dal cliente. Più sicuri delle guaguas, i taxi sono il mezzo di trasporto più caro tra tutte le modalità di trasporto pubblico.

### Aeroporti
A Santo Domingo ci sono due aeroporti:
- Aeroporto Internazionale Las Américas: è il principale aeroporto del paese e il secondo di tutte le Antille per numero di passeggeri. Si trova circa 20 chilometri a est del centro della città, ed è facilmente raggiungibile tramite l'Autopista "Las Américas", che attraversa in senso est-ovest la capitale.
- Aeroporto Internazionale La Isabela: è stato completato di recente ed è stato progettato per sostituire il vecchio Herrera Airport. Viene usato soprattutto per aiuti civili.

### Porti
A Santo Domingo ci sono 2 porti:
- Porto Multimodal Caucedo: il porto si trova a circa mezz'ora dalla città ed è il principale porto della Repubblica Dominicana e di tutti i Caraibi.
- Porto di Santo Domingo: il porto di Santo Domingo è situato sul lato occidentale del fiume Ozama. Il porto è stato di vitale importanza per lo sviluppo economico della città sin dai primi anni di vita.

## Strade principali

### Est-ovest

#### Avenida John F. Kennedy
La Avenida John F. Kennedy attraversa il Distretto Nazionale (centro di Santo Domingo), dal termine dell'Autopista Duarte al Parque del Homenaje. La strada è composta da tre a cinque corsie per ogni senso di marcia. Per ridurre l'intasamento del traffico nelle intersezioni più critiche, sono stati costruiti diversi sovrappassi lungo la via, denominati Expreso J. F. Kennedy. All'inizio del 2010 è una delle arterie più difficili da affrontare nelle ore di punta, per via dei numerosi cantieri presenti, soprattutto quelli della metropolitana.

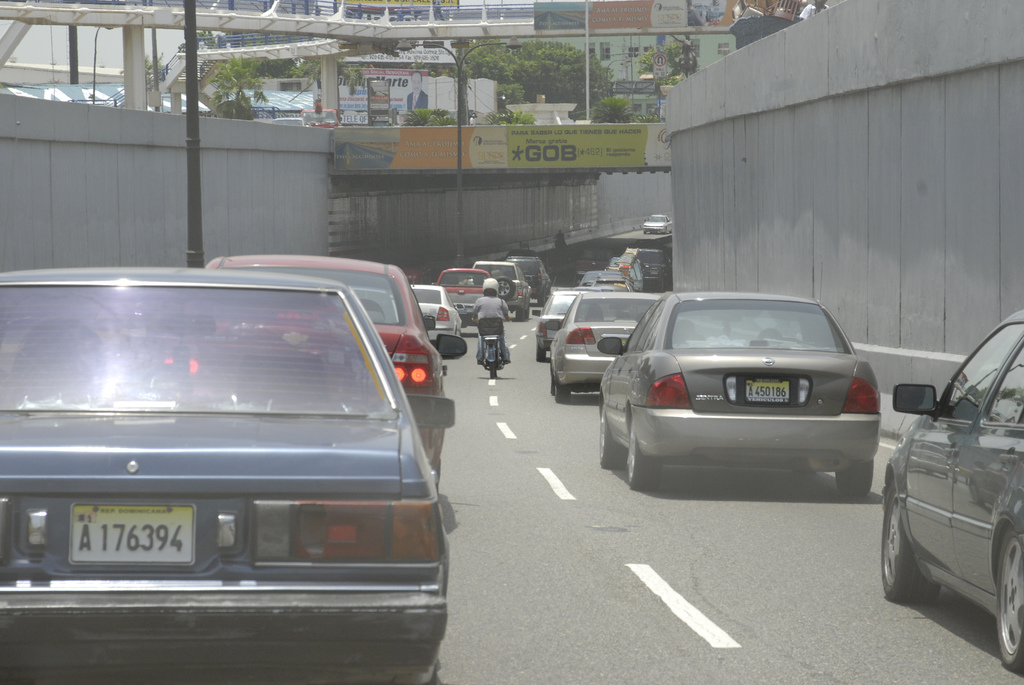
Traffico sulla 27 febbraio

#### Avenida 27 febbraio
Questa strada attraversa la città dall'Autopista Duarte, nei pressi del km 13, prosegue in direzione sud verso il quartiere di Manoguayabo, raggiunge Plaza de la Bandera, quindi prosegue in direzione est attraversando l'intera città passando poche centinaia di metri a nord della Zona Coloniale. Dopo aver attraversato il fiume Ozama tramite i ponti Juan Bosch e Juan Pablo Duarte, cambia nome in Avenida Las Americas. Essa è composta, nella parte in cui attraversa il centro, da cinque corsie per senso di marcia.

#### Avenida Betancourt/Avenida Bolívar
L'Avenida Betancourt ha inizio nella zona industriale di Herrera, situata nella parte occidentale, e prosegue in direzione est, parallelamente alla 27 de Febrero e circa 400 metri a sud di essa, fino all'avenida Moya, grossa arteria commerciale. Da qui la strada cambia nome in Avenida Bolivar, e prosegue fino al Parco dell'Indipendenza. In tutto il suo tratto la Betancourt e la Bolívar hanno quattro corsie, due per ogni lato.

#### Malecón
Il Malecón, la strada costiera, si estende lungo il litorale cittadino e assume diverse denominazioni lungo il suo percorso: Autopista 30 de Mayo dall'Av. Luperon (estremo ovest) all'Av. Lincoln; Avenida George Washington fino alla rotonda dell'Obelisco; Avenida Presidente Billini fino alla Fortezza Ozama; Avenida Francisco Caamaño, lungo le mura della fortezza stessa fino al ponte mobile lungo il fiume Ozama. Lungo il Malecón sono presenti numerosi punti di ristoro all'ombra delle palme, con vista sul mare dei Caraibi, nonché numerosi locali notturni e casinò. Nella parte orientale del lungomare, di là dal fiume, è situato l'acquario nazionale. La strada ha due o tre corsie per ogni senso di marcia.

### Nord-sud

#### Avenida Winston Churchill
La Churchill si estende dalla Kennedy alla strada 27 febbraio. Questa strada si distingue dalle altre per le sue palme da dattero, piantate sui loro marciapiedi. Nella sua interezza la strada è composta da sei corsie (tre per parte) e un largo, mediana boschive popolarmente conosciuta come il "Boulevard di Churchill".

#### Avenida Abraham Lincoln
La strada Abraham Lincoln si estende dal lungomare e sale fino a raggiungere la strada Kennedy. Ha sei corsie, tre per lato, e in questa strada ci sono molti locali, ristoranti e negozi.

#### Avenida Ortega e Gasset
La Ortega e Gasset si estende dal Paseo de los Reyes Católicos fino al 27 febbraio. La pista è a quattro corsie, due per ogni lato. In questo percorso si incontrano il centro olimpico e la Plaza de la Salud.

#### Avenida Tiradentes
La strada Tiradentes si estende dal Malecón a sud attraversando l'Università Autonoma di Santo Domingo. Prosegue verso nord passando per la strada ''27 febbraio'' e la JFK e se continuiamo ad attraversarla superiamo lo stadio Quisqueya (stadio di baseball) e arriviamo allo zoo.

## Amministrazione

### Gemellaggi
Le città gemellate (Ciudades hermanadas) con Santo Domingo sono:
- Asunción
- Buenos Aires, dal 1991
- Barcellona
- Berlino
- Berna
- Bogotà
- Boston
- Caracas
- Città del Guatemala
- Città del Messico
- Panama
- La Guardia[9]
- L'Avana
- La Paz
- Lima
- Lisbona
- Lugo
- Madrid
- Miami
- Managua
- Milano
- Montréal
- Montevideo
- New York
- New Jersey
- Pechino
- Puerto España
- Quito
- Londra
- Busan
- Rio de Janeiro
- Rosario, dal 1998
- Santiago del Cile
- San Paolo
- San José
- San Juan
- San Salvador
- Santa Cruz de Tenerife
- Sarasota
- Sucre
- Manaus
- Unión Hidalgo
- Taipei
- Fiuggi
- Seul
- Santa Domenica Talao
- Tokyo